# Rio Giuroc
O Rio Giuroc é um rio da Romênia, afluente do Măgheruş, localizado no distrito de Timiş.